# Vilde Svortevik
Vilde Jakobsen Svortevik (ur. 18 maja 1994) – norweska lekkoatletka specjalizująca się w biegach płotkarskich.

## Sukcesy
Mistrzyni Norwegii na 400 m biegu płotkarskiego z lat 2011–2014 oraz halowa mistrzyni kraju na 400 m w 2014 i wicemistrzyni z 2012.
Od stycznia 2015 reprezentuje IK Tjalve, a jej trenerem jest Leiv Olav Alnes. Wcześniej była zawodniczką klubów Gular Bergen.
Rekordy życiowe:
- 400 m – 56,40 s (Bergen, 5 czerwca 2011)
- 400 m ppł – 57,34 s (Barcelona, 13 lipca 2012), rekord Norwegii do lat 19[5] i 22[6]
- 400 m (hala) – 56,96 s (Stange, 1 lutego 2014)